# Amathole-Museum

Das Amathole-Museum (Hauptgebäude) in King William’s Town

Regionalhistorische Abteilung im Amathole-Museum

Naturhistorischer Ausstellungsteil im Amathole-Museum

Das Amathole-Museum (früher: Kaffrarian Museum) in der Stadt King William’s Town (Provinz Eastern Cape) wurde 1884 gegründet und verfügt über eine der umfangreichsten Sammlungen regionalthematischer Sachverhalte aus dem Eastern Cape. Sein historischer Ausstellungsschwerpunkt liegt auf der Xhosa-Kultur und der europäischen Einwanderungsgeschichte. Weiterhin beherbergt es eine außerordentlich reichhaltige naturkundliche Sammlung, die den historischen Kern des Museums bildet.

## Geschichte
Das Museum wurde 1884 auf Betreiben der King William’s Town Naturalist Society gegründet. Zwei Jahre nach dem Gründungsbeschluss zeigte die Gesellschaft erstmals öffentlich eine Sammlung geologischer Objekte. Damit hatte sich aber noch keine ständige museale Ausstellung etabliert. Erst 1898 wurde im Ostflügel vom heutigen Museumskomplex das Natural History Museum für die Öffentlichkeit dauerhaft zugänglich gemacht. Die wichtigste Erweiterung erfolgte im Jahr 1953, als man die öffentliche Bibliothek angliederte. Die ehemalige Wesleyaner-Kirche und das historische Postgebäude kamen Anfang der 1980er Jahre hinzu, um der wachsenden Museumsammlung neue Ausstellungsareale zu ermöglichen. Das ehemalige Postgebäude (1877 erbaut) beherbergt heute eine Sammlung über die Kunst und Volkskunde der Xhosa-Bevölkerung. Es dokumentiert vor allem die Entwicklungen im Bereich des ehemaligen Bantustaates Ciskei.
Im Jahr 1999 wandelte sich der Name von Kaffrarian Museum zu Amathole Museum. Der moderne Name leitet sich vom Amathole-Gebirge und der gleichnamigen Region sowie dem Verwaltungsdistrikt ab. In neuerer Zeit bemüht man sich um Kooperation mit der Steve Biko Foundation.

## Wichtige Ausstellungsgruppen
Durch Bemühungen des zweiten Museumsdirektors, Guy Shortridge, entstand eine Sammlung von Säugetieren, die heute die zweitgrößte ihrer Art in Südafrika ist. Sie enthält Exemplare der meisten größeren und mittleren Säugetier-Arten vom südlichen Afrika. Besonderes Ausstellungsexemplar der Säugetiersammlung ist das Flusspferd „Huberta“, das nach einer etwa 1.000-Kilometer-Wanderung aus KwaZulu-Natal am Keiskamma-Fluss (Amatholevorland) um den 23. April 1931 von Jägern erlegt wurde. Diese Tiertötung wird heute noch als umstritten angesehen. Eine Publikation Guy Shortridges über die Säugetiere Namibias aus dem Jahr 1934 ist noch heute die wichtigste wissenschaftliche Darstellung hierzu.
Der geologisch-mineralogische Sammlungsteil beschreibt die geowissenschaftlichen Verhältnisse in der Amathole-Region. Besonders geht man auf die Sandsteine der Karoo-Gruppe und die vielfältigen Dolerit-Intrusionen ein (beispielsweise aus der Hogsback-Region). Eine kleine Mineraliensammlung zeigt die regionalen Erzvorkommen. Dieser Sammlungsteil ist noch vor dem Albany Museum in Makhanda die größte öffentlich ausgestellte mineralogisch-petrographisch-paläontologische Sammlung in der Provinz Eastern Cape.
Eine Xhosa-Perlenknüpfsammlung, die auf Initiative von Philip und Iona Mayer vom Ende der 1950er Jahre und Anfang der 1960er Jahre im Peddie-Gebiet gesammelt wurde, konnte das Museum mit Unterstützung der University of Fort Hare, im benachbarten Alice, als wichtige Referenz zur Xhosa-Kunst zum Ende der 1970er Jahre aus Oxford erwerben und auf diese Weise wieder nach Südafrika zurückführen.
Die prähistorischen Ausstellungsbestandteile aus der frühen Steinzeit belegen die alte Besiedlungsgeschichte im Eastern Cape. Ebenso finden sich hier archäologische Zeugnisse aus der Eisenzeit-Periode von einer Fundstelle bei East London.
Im angegliederten Missionary Museum (1976 eröffnet) können die Besucher jene Druckerpresse sehen, mit der in der Mitte des 19. Jahrhunderts die erste Bibel in Xhosa-Sprache durch Reverend John Appleyard verlegt wurde. Sie ist 1859 durch weitere Übersetzungen in der Mount-Coke-Mission komplettiert worden. Das Gebäude der ehemaligen Wesleyaner-Kirche stammt aus dem Jahr 1855. Diese methodistische Missionsgruppe verkaufte es 1894 an die Baptisten, die das Gotteshaus bis zu gesetzlichen Schließungsverfügung (Group Areas Act) betrieben.

## Wichtigste Ausstellungsteile

### Hauptgebäudekomplex
- regionalhistorische Sammlung über die Stadt und ihr Leben
- zoologische Sammlung mit dem bedeutenden Teil der Säugetiere
- geologisch-mineralogische und paläontologische Sammlung
- Ausstellung über die angelsächsische Einwanderung im Eastern Cape
- Ausstellung über die deutsche Einwanderung (1857–1859) im Eastern Cape
- Grenzkriege von 1779 bis 1879
- Bibliotheksbestand

### Ehemaliges Postgebäude
- Kunst der Xhosa
- Volkskunde des Xhosa-Volkes
- Entstehungsgeschichte der heutigen Nationalhymne aus dem Lied „Nkosi Sikelel’ iAfrika“ und ihr Schöpfer, der Missionslehrer Enoch Mankayi Sontonga (1872–1905)

### Missionary-Museum in der ehemaligen Wesleyaner-Kirche
- Sammlung von Zeugnissen der christlichen Missionsarbeit im Eastern Cape

## Museumspublikationen
Das Museum gibt einen monatlichen Newsletter mit dem Titel Imvubu und einen Jahresbericht (Annual Report) heraus. Weitere Publikationen sind Xhosa History Series und ein Stadtführer Walking Tours of King William’s Town.
Die Monographie History of the Kaffrarian Museum ist vergriffen. Der Begriff „Kaffern“ als Gruppenbezeichnung für die Xhosa-Bevölkerung gilt heute als inakzeptabel, da er mindestens seit der Apartheidsepoche eine erniedrigende Aussage verkörpert und ist deshalb gesellschaftlich sanktioniert.